# Me and Earl and the Dying Girl
Me and Earl and the Dying Girl is een Amerikaanse film uit 2015 onder regie van Alfonso Gomez-Rejon. De film ging in première op 25 januari op het Sundance Film Festival in de U.S. Dramatic Competition waar hij de U.S. Grand Jury Prize en de Audience Award U.S. Dramatic won.

## Verhaal
Greg Gaines is een student die zijn laatste jaar op de middelbare school zo anoniem mogelijk wil doorbrengen. Hij vermijdt sociaal contact en brengt het grootste deel van zijn tijd door met zijn beste vriend Earl. Samen maken ze maffe versies van filmklassiekers. Gregs moeder verplicht hem bevriend te worden met Rachel die leukemie heeft. Tegen zijn zin geeft hij toe aan de wens van zijn moeder, maar tot hun verbazing klikt het goed tussen de twee en worden ze onafscheidelijke vrienden. Wanneer Rachel zieker wordt, zal de wereld voor Greg nooit meer dezelfde zijn.

## Rolverdeling
| Acteur         | Personage      |
| -------------- | -------------- |
| Thomas Mann    | Greg Gaines    |
| RJ Cyler       | Earl           |
| Olivia Cooke   | Rachel Kushner |
| Nick Offerman  | Gregs vader    |
| Connie Britton | Gregs moeder   |
| Molly Shannon  | Denise Kushner |

## Prijzen & nominaties
| jaar | prijs                  | categorie                        | genomineerde(n)                  | uitslag  |
| ---- | ---------------------- | -------------------------------- | -------------------------------- | -------- |
| 2015 | Sundance Film Festival | U.S. Grand Jury Prize - Dramatic | U.S. Grand Jury Prize - Dramatic | Gewonnen |
| 2015 | Sundance Film Festival | Audience Award U.S. Dramatic     | Audience Award U.S. Dramatic     | Gewonnen |